# Liceo (monte)

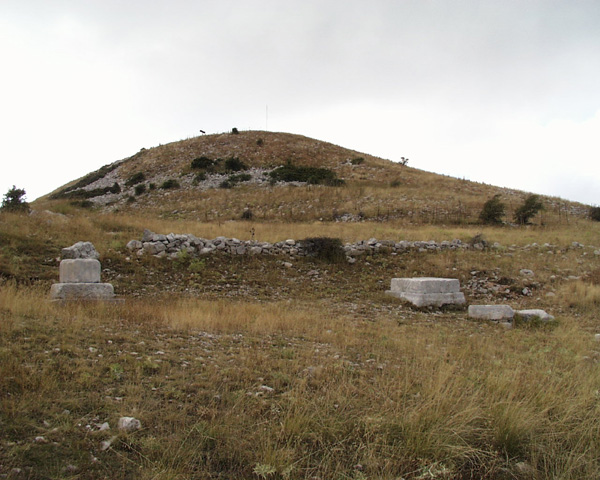
El altar de cenizas del monte Liceo y las bases de los pilares.

Liceo, Licaión o Licaón (1420 m, en griego: Λύκαιον ὄρος "la montaña de los lobos"; en latín: Mons Liceo) es un monte situado en Arcadia (Grecia), al oeste de Megalópolis. El Liceo tiene dos picos: el más septentrional es más alto y se llama San Esteban (1420 m), y el otro está situado al sur, se llama San Elías (1382 m) y era donde se encontraba el famoso altar de Zeus. Entre ambos picos hay un valle llamado Kato-Kambos. El monte estaba consagrado a Zeus Liceo, de quien se dice que había nacido y crecido en él (comparte lugar mitológico de su nacimiento con Creta).
Allí vivían Pelasgo y su hijo Licaón, el cual, según la fábula, fundó el ritual practicado en su cumbre en honor a Zeus. Este ritual parece haber implicado, en su etapa primitiva de rito de paso, un sacrificio humano, y una fiesta en la que el hombre que recibía la porción de una víctima humana era transformado en lobo, lo mismo que Licaón lo había sido anteriormente por castigo de Zeus, después de que le hubiese servido a un niño (su propio hijo Arcas) para comer.

"Quien ha probado entrañas humanas mezcladas con las de otras víctimas, necesariamente se convierte en lobo."
 Platón. República 565 D

El altar de Zeus estaba compuesto de un gran montón de cenizas con un muro de contención, donde se decía que supuestamente no habría sombras que se proyectaran dentro del recinto, y que cualquier persona que entrara moriría al cabo de un año. 

"Delante del altar, al este, dos pilares sobre los que reposaban viejas águilas de oro. En este altar se ofrecían sacrificios en secreto para Zeus Liceo. Era reacio a inmiscuirme en los detalles de ese sacrificio, dejarlo como es y fue desde el comienzo."
 Pausanias. Descripción de Grecia VIII.38.7

El santuario de Zeus fue sede de los juegos atléticos que se celebraban cada cuatro años, las Liceas. Se han encontrado restos de dos fuentes, incluida la de Hagno, donde se lavaba Zeus, que fue mencionada por Pausanias, un hipódromo, un estadio y otros edificios preparados para albergar estas competiciones panarcadias dedicadas a Zeus, que se celebraron aproximadamente entre los años 700 y 200 a. C.
Recientes excavaciones arqueológicas han establecido que el lugar ya era utilizado con connotaciones religiosas hace 5000 años, esto es, al menos, 1000 años antes de que los antiguos griegos comenzaran el culto a Zeus, por lo que ya se debía de adorar allí a alguna divinidad local muy antigua.
Su nombre actual se presupone que es Dioforti.